# Jessica Hausner
Jessica Hausner (Wenen, 6 oktober 1972) is een Oostenrijkse filmregisseuse en scenarioschrijver.

## Biografie
Hausner is de dochter van de Oostenrijkse schilder Rudolf Hausner. Ze studeerde vanaf 1991 "regie" aan de Wiener Filmakademie. In 1999 was ze samen met Barbara Albert, Antonin Svoboda en Martin Gschlacht, medeoprichter van het productiehuis Coop99. Haar eerste kortfilm Flora won in 1996 de Léopold de Demain op het filmfestival van Locarno. Met haar volgende kortfilm Inter-View won ze de Prix du jury de la Cinéfondation op het filmfestival van Cannes in 1999. Twee jaar later werd ze met haar eerste speelfilm Lovely Rita geselecteerd in de sectie Un certain regard op het filmfestival van Cannes. Dit gebeurde eveneens met haar tweede speelfilm Hotel in 2004. Haar volgende speelfilm Lourdes won in 2009 de FIPRESCI Prize op het filmfestival van Venetië. Haar film Amour Fou werd ook geselecteerd in de sectie Un certain regard op het filmfestival van Cannes 2014. In totaal behaalde ze 15 prijzen en 9 nominaties.

## Filmografie
- Flora (kortfilm, 1996)
- Inter-View (kortfilm, 1999)
- Lovely Rita (2001)
- Hotel (2004)
- Toast (kortfilm, 2006)
- Lourdes (2009)
- Amour fou (2014)
- Little Joe (2019)
- Club Zero (2023)